# A budapesti Dózsa György út épületeinek listája
A Dózsa György út egy többsávos, forgalmas út Budapesten, a VI., VII., VIII., és a XIV. kerület határán, valamint a XIII. kerületben. A Kerepesi úttól a Váci útig tart, hossza 4200 méter.
A Városliget miatt jelentős eltolódás van a két oldal számozása között. Az üres telkek kék színnel kiemelve jelennek meg a listában.

## Épületek

### 1−10.
- Dózsa György út 2. és 4. szám nincs.

| Kép | Házszám | Név               | Építés ideje    | Tervező            | Megjegyzés                                                     | További képek a Wikimédia Commonson |
| --- | ------- | ----------------- | --------------- | ------------------ | -------------------------------------------------------------- | ----------------------------------- |
|     | 1-3.    | BOK Sportcsarnok  | 2000            | tervező nem ismert |                                                                |                                     |
|     | 5.      | eklektikus bérház | 1888            | tervező nem ismert | 1927-ben Kocsis Tivadar tervei alapján emeletekkel bővítették. |                                     |
|     | 6.      | eklektikus bérház | 1895 k.         | tervező nem ismert |                                                                |                                     |
|     | 7.      | eklektikus bérház | 19. század vége | tervező nem ismert |                                                                |                                     |
|     | 8.      | eklektikus bérház | 1897–1898       | tervező nem ismert |                                                                |                                     |
|     | 9.      | eklektikus bérház | 19. század vége | tervező nem ismert |                                                                |                                     |
|     | 10.     | eklektikus bérház | 1888–1889       | Medek J. Vince     |                                                                |                                     |

### 11−20.
| Kép | Házszám | Név                                      | Építés ideje    | Tervező                     | Megjegyzés | További képek a Wikimédia Commonson |
| --- | ------- | ---------------------------------------- | --------------- | --------------------------- | --- | ----------------------------------- |
|     | 11.     | eklektikus bérház                        | 19. század vége | tervező nem ismert          | Itt bérelt szobát Babits Mihály egyetemi hallgatóként 1901-től 1905-ig. Ugyanebben a házban lakott Tóth Árpád 1912 és 1915 között. |                                     |
|     | 12.     | eklektikus bérház                        | 1889–1890       | Medek J. Vince              | |                                     |
|     | 13.     | eklektikus bérház                        | 19. század vége | tervező nem ismert          | |                                     |
|     | 14.     | eklektikus bérház                        | 1896            | Geskenyi Károly (?)         | |                                     |
|     | 15.     | eklektikus bérház                        | 19. század vége | tervező nem ismert          | |                                     |
|     | 16.     | eklektikus bérház                        | 1885 k.         | tervező nem ismert          | |                                     |
|     | 17.     | Goldmann-ház                             | 1911            | Karvaly Gyula               | |                                     |
|     | 18-24.  | Budapest VII. kerületi Rendőrkapitányság | 1990 k.         | tervező nem ismert          | |                                     |
|     | 19.     | Weiss-ház                                | 1906            | Nagy Izsó és Benedict Gyula | |                                     |

### 21−30.
| Kép | Házszám | Név                                                      | Építés ideje        | Tervező                                            | Megjegyzés                                               | További képek a Wikimédia Commonson        |
| --- | ------- | -------------------------------------------------------- | ------------------- | -------------------------------------------------- | -------------------------------------------------------- | ------------------------------------------ |
|     | 21.     | eklektikus bérház (modern ráépítéssel)                   | 19. század vége     | tervező nem ismert                                 |                                                          |                                            |
|     | 23.     | eklektikus bérház (modern ráépítéssel)                   | 19. század vége     | tervező nem ismert                                 |                                                          |                                            |
|     | 25-27.  | Károli Gáspár Református Egyetem Bölcsészettudományi Kar | 1898–1900 vagy 1904 | Balázs Ernő vagy Bőhm János                        | Régi Aréna Úti Polgári Iskola.                           |                                            |
|     | 26-28.  | Schanzer-ház                                             | 1904–1905           | Schütz Rezső                                       | Az eredeti homlokzat az épület felújításakor elpusztult. |                                            |
|     | 29.     | Csányi-ház                                               | 1906 vagy 1907      | Dénes Dezső vagy Paulheim István és Stahuljaj Iván |                                                          | Az eredeti homlokzat jóval díszesebb volt. |
|     | 30.     | eklektikus bérház                                        | 1890 k.             | tervező nem ismert                                 |                                                          |                                            |

### 31−40.
| Kép | Házszám | Név                       | Építés ideje              | Tervező | Megjegyzés                                                                                         | További képek a Wikimédia Commonson |
| --- | ------- | ------------------------- | ------------------------- | --- | -------------------------------------------------------------------------------------------------- | ----------------------------------- |
|     | 31-33.  | nincs épület              | nincs épület              | nincs épület                                                                                                | nincs épület                                                                                       | nincs épület                        |
|     | 32.     | eklektikus bérház         | 1893                      | tervező nem ismert                                                                                          | |                                     |
|     | 34.     | eklektikus bérház         | 1892                      | Heinrich Károly                                                                                             | |                                     |
|     | 35.     | Néprajzi Múzeum           | 2017–2022                 | NAPUR Architect építésziroda közel 250 tervező bevonásával, Ferencz Marcel vezetőtervező irányítása mellett | |                                     |
|     | 36.     | eklektikus bérház         | 1885 k.                   | tervező nem ismert                                                                                          | |                                     |
|     | 37.     | Műcsarnok                 | 1896                      | Schickedanz Albert és Herzog Fülöp Ferenc                                                                   | Az Andrássy út és történelmi környezete világörökségi terület része. Főbejárat a Hősök tere felől. |                                     |
|     | 38.     | szecessziós bérház        | 1912–1913                 | Löffler Samu Sándor és Löffler Béla                                                                         | |                                     |
|     | 39.     | nincs épület (Hősök tere) | nincs épület (Hősök tere) | nincs épület (Hősök tere)                                                                                   | nincs épület (Hősök tere)                                                                          | nincs épület (Hősök tere)           |
|     | 40.     | modern lakóház            | 1990 k.                   | tervező nem ismert                                                                                          | |                                     |

### 41−50.
| Kép | Házszám | Név                                                                           | Építés ideje        | Tervező                                          | Megjegyzés                                                                                         | További képek a Wikimédia Commonson |
| --- | ------- | ----------------------------------------------------------------------------- | ------------------- | ------------------------------------------------ | -------------------------------------------------------------------------------------------------- | ----------------------------------- |
|     | 41.     | Szépművészeti Múzeum                                                          | 1900–1906           | Schickedanz Albert és Herzog Fülöp Ferenc        | Az Andrássy út és történelmi környezete világörökségi terület része. Főbejárat a Hősök tere felől. |                                     |
|     | 42.     | eklektikus bérház                                                             | 1885 k.             | tervező nem ismert                               | |                                     |
|     | 43-45.  | Fővárosi Állat- és Növénykert                                                 | nagyrészt 1909–1912 | Neuschloss Kornél, Kós Károly és Zrumeczky Dezső | Főbejárat az Állatkerti körút felől.                                                               |                                     |
|     | 44.     | eklektikus bérház                                                             | 1894–1895           | tervező nem ismert                               | |                                     |
|     | 46.     | Bischitz Johanna Integrált Humán Idősek otthona                               | 1990 k.             | tervező nem ismert                               | |                                     |
|     | 47.     | Országos Gyógyintézeti Központ                                                | 1888–1889           | Freund Vilmos                                    | korábban Szabolcs Utcai Kórház, a Pesti Izraelita Hitközség Szabolcs Utcai Kórháza egy             |                                     |
|     | 48.     | modern irodaépület                                                            | 1990 k.             | tervező nem ismert                               | Erfo Közhasznú Nonprofit Kft. működik benne.                                                       |                                     |
|     | 49.     | Honvédelmi Minisztérium Lehel utcai telephely / volt Albert Főherceg Laktanya | 19. század vége     | tervező nem ismert                               | |                                     |
|     | 50.     | eklektikus középület                                                          | 1925 k.             | tervező nem ismert                               | |                                     |

### 51−60.
| Kép | Házszám | Név                                                                                         | Építés ideje                                               | Tervező            | Megjegyzés | További képek a Wikimédia Commonson |
| --- | ------- | ------------------------------------------------------------------------------------------- | ---------------------------------------------------------- | ------------------ | ---------- | ----------------------------------- |
|     | 52.     | eklektikus bérház                                                                           | 1890 k.                                                    | tervező nem ismert |            |                                     |
|     | 51-53.  | Budapesti Honvéd Sportegyesület telephelye / volt Császári és Királyi Szekerészeti Laktanya | 19. század vége (néhány újabb épület is van a telephelyen) | tervező nem ismert |            |                                     |
|     | 54.     | eklektikus bérház                                                                           | 1890 k.                                                    | tervező nem ismert |            |                                     |
|     | 55.     | Dózsa György úti zsinagóga                                                                  | 1907–1909                                                  | Baumhorn Lipót     |            |                                     |
|     | 56.     | eklektikus bérház                                                                           | 1897                                                       | tervező nem ismert |            |                                     |
|     | 57.     | Novaglobus udvar                                                                            | építési idő nem ismert                                     | tervező nem ismert |            |                                     |
|     | 58.     | eklektikus bérház                                                                           | 1898                                                       | tervező nem ismert |            |                                     |
|     | 59.     | eklektikus bérház                                                                           | 19. század vége                                            | tervező nem ismert |            |                                     |
|     | 60.     | Gremsperger–Fodor-bérház                                                                    | 1896–1897                                                  | tervező nem ismert |            |                                     |

### 61−70.
| Kép | Házszám | Név                                                                      | Építés ideje | Tervező            | Megjegyzés                               | További képek a Wikimédia Commonson |
| --- | ------- | ------------------------------------------------------------------------ | ------------ | ------------------ | ---------------------------------------- | ----------------------------------- |
|     | 61-63.  | Pillar Irodaház                                                          | 2010-es évek | tervező nem ismert |                                          |                                     |
|     | 62.     | Jellinek-bérház                                                          | 1897         | tervező nem ismert |                                          |                                     |
|     | 64.     | szecessziós bérvilla                                                     | 1908-1909    | Fodor Gyula        |                                          |                                     |
|     | 65.     | Medicover Klinika, Kórház és Fejlett Diagnosztikai Központ               | 2000-es évek | tervező nem ismert | Itt ér véget a páratlan oldal számozása. |                                     |
|     | 66.     | Schindler-bérház                                                         | 1899         | tervező nem ismert |                                          |                                     |
|     | 68.     | Magyarországi Építőmunkások Szövetkezete (eklektikus-premodern) Székháza | 1908–1909    | Medgyes Alajos     |                                          |                                     |
|     | 70.     | eklektikus bérház                                                        | 1890 k.      | tervező nem ismert |                                          |                                     |

### 71−80.
| Kép | Házszám | Név               | Építés ideje   | Tervező            | Megjegyzés | További képek a Wikimédia Commonson |
| --- | ------- | ----------------- | -------------- | ------------------ | ---------- | ----------------------------------- |
|     | 72.     | Lipthay-bérház    | 1896           | tervező nem ismert |            |                                     |
|     | 74.     | Káry-villa        | 1881 vagy 1882 | Wellisch Alfréd    |            |                                     |
|     | 76.     | eklektikus bérház | 1890 k.        | tervező nem ismert |            |                                     |
|     | 78.     | Jónás-bérház      | 1911           | Jónás Dávid        |            |                                     |
|     | 80.     | premodern bérház  | 1911           | Meller Dezső       |            |                                     |

### 81−90.
A 86/a és a 106. közötti épületek az Andrássy út és történelmi környezete világörökségi terület részei.
| Kép | Házszám | Név                                                                | Építés ideje | Tervező                                                    | Megjegyzés | További képek a Wikimédia Commonson |
| --- | ------- | ------------------------------------------------------------------ | ------------ | ---------------------------------------------------------- | --- | ----------------------------------- |
|     | 82/a.   | modern középület                                                   | 1960-as évek | tervező nem ismert                                         | |                                     |
|     | 82/b.   | eklektikus középület                                               | 1887         | Pichler József                                             | 1911-ben átalakítva Reichl Kálmán és Löllbach Kálmán tervei szerint.                                                                                           |                                     |
|     | 84/a.   | Magyar Építőipari Munkások Országos Szövetségének egykori székháza | 1948–1950    | Gádoros Lajos, Perényi Imre, Preisich Gábor, Szrogh György | Helyén korábban a Lipótvárosi Kaszinó nyári épülete állt (tervező: Vágó József, 1912).                                                                         |                                     |
|     | 84/b-c. | ING-székház                                                        | 2004         | Erick van Egeraat                                          | Helyén a Park Szanatórium (84/b, tervező: Komor Marcell és Jakab Dezső, 1911) és a Liget Szanatórium állt (84/c, tervező: Komor Marcell és Jakab Dezső, 1909). |                                     |
|     | 86/a.   | Pick-villa                                                         | 1907         | Medgyes Alajos                                             | |                                     |
|     | 86/b.   | eklektikus-premodern bérvilla                                      | 1910 k.      | tervező nem ismert                                         | |                                     |
|     | 88.     | Greiner-villa                                                      | 1890–1891    | Greiner Adolf                                              | Mirage Medic Hotel működik benne. |                                     |
|     | 90.     | Knauth-villa                                                       | 1883         | Krausz Izidor (?)                                          | |                                     |
|     | 92/a.   | Babocsay-villa (I.)                                                | 1908         | Árkay Aladár                                               | Szerbia Konzuli Osztálya Budapest működik benne. |                                     |

### 91−100.
A 86/a és a 106. közötti épületek az Andrássy út és történelmi környezete világörökségi terület részei.
| Kép | Házszám | Név                  | Építés ideje | Tervező                             | Megjegyzés                                                                              | További képek a Wikimédia Commonson |
| --- | ------- | -------------------- | ------------ | ----------------------------------- | --------------------------------------------------------------------------------------- | ----------------------------------- |
|     | 92/b.   | Babocsay-villa (II.) | 1904−1906    | Árkay Aladár                        | Az épületben működik Szerbia budapesti nagykövetsége.                                   |                                     |
|     | 94.     | Edelsheim-villa      | 1942−1943    | Réczey Miklós                       | Albánia budapesti nagykövetsége működik benne. A Hősök terénél.                         |                                     |
|     | 96.     | Beer-villa           | 1901–1902    | Benes Imre                          |                                                                                         |                                     |
|     | 98.     | Groedel-villa        | 1900–1901    | Kármán Géza Aladár és Ullmann Gyula | Korábban az Állami Egyházügyi Hivatal, ma a Polgári Magyarországért Alapítvány székháza |                                     |
|     | 100.    | szecessziós villa    | 1903         | Benes Imre                          |                                                                                         |                                     |

### 101−110.
A 86/a és a 106. közötti épületek az Andrássy út és történelmi környezete világörökségi terület részei.
| Kép | Házszám | Név                          | Építés ideje | Tervező            | Megjegyzés | További képek a Wikimédia Commonson |
| --- | ------- | ---------------------------- | ------------ | ------------------ | --- | ----------------------------------- |
|     | 102.    | eklektikus-premodern villa   | 1910 k.      | tervező nem ismert | |                                     |
|     | 104.    | modern társasház             | 1970 k.      | tervező nem ismert | |                                     |
|     | 106.    | Budapest Heroes Square Hotel | 1990-es évek | tervező nem ismert | |                                     |
|     | 108.    | eklektikus bérház            | 1896         | tervező nem ismert | |                                     |
|     | 110.    | Aréna úti kocsiszín          | 1889         | tervező nem ismert | Csak a 110. telken fekvő része áll. A 112-118-as, Podmaniczky út felőli kocsiszínrészt mára már elbontották, ide a MÁV-kórház modern részlege épült. |                                     |

### 111−120.
| Kép | Házszám  | Név                       | Építés ideje                 | Tervező                                                    | Megjegyzés | További képek a Wikimédia Commonson |
| --- | -------- | ------------------------- | ---------------------------- | ---------------------------------------------------------- | ---------- | ----------------------------------- |
|     | 112-118. | MÁV kórház                | 1927–1932, ill. 1980-as évek | Kappéter Géza (csak az 1920-as évekbeli részeket tervezte) |            |                                     |
|     | 120.     | Podmaniczky Kézi Autómosó | 1950-es évek előtt           | tervező nem ismert                                         |            |                                     |

### 121−130.
| Kép | Házszám  | Név                     | Építés ideje | Tervező            | Megjegyzés                                                                                 | További képek a Wikimédia Commonson |
| --- | -------- | ----------------------- | ------------ | ------------------ | ------------------------------------------------------------------------------------------ | ----------------------------------- |
|     | 122.     | szecessziós villa       | 1900-as évek | Orbán Jenő         | Igen lepusztult állapotban, lakatlan, homlokzatát hirdetés takarja el.                     |                                     |
|     | 124.     | régi lakóépület         | 19. század   | tervező nem ismert |                                                                                            |                                     |
|     | 126.     | Sternfeld Ignác bérháza | 1909         | Strausz Ödön       |                                                                                            |                                     |
|     | 128-130. | Spiral irodaház         | 2010-es évek | tervező nem ismert | Az épületben működik a Nemzeti Adó- és Vámhivatal Észak-budapesti Adó- és Vámigazgatósága. |                                     |

### 131−140.
| Kép | Házszám  | Név                                                 | Építés ideje    | Tervező            | Megjegyzés                                                          | További képek a Wikimédia Commonson |
| --- | -------- | --------------------------------------------------- | --------------- | ------------------ | ------------------------------------------------------------------- | ----------------------------------- |
|     | 132.     | eklektikus bérház                                   | 19. század vége | tervező nem ismert |                                                                     |                                     |
|     | 134.     | eklektikus bérház                                   | 19. század vége | tervező nem ismert |                                                                     |                                     |
|     | 136.     | Ének-zenei és Testnevelési Általános Iskola         | 1909–1912       | Balázs Ernő        |                                                                     |                                     |
|     | 138-142. | Dózsa György úti Székesfővárosi kislakásos bérházak | 1910–1911       | Rerrich Béla       | Épült Bárczy István kislakás- és iskolaépítési programja keretében. |                                     |

### 141−150.
| Kép | Házszám  | Név                         | Építés ideje            | Tervező            | Megjegyzés                                                 | További képek a Wikimédia Commonson |
| --- | -------- | --------------------------- | ----------------------- | ------------------ | ---------------------------------------------------------- | ----------------------------------- |
|     | 144-148. | Green Court Office irodaház | 2010-es évek            | tervező nem ismert | 1963-2012 között ez volt a Gyógyászati Segédeszközök Gyára |                                     |
|     | 150.     | modern irodaház             | 20. század második fele | tervező nem ismert |                                                            |                                     |

### 151−160.
| Kép | Házszám | Név                | Építés ideje | Tervező                         | Megjegyzés                                                          | További képek a Wikimédia Commonson |
| --- | ------- | ------------------ | ------------ | ------------------------------- | ------------------------------------------------------------------- | ----------------------------------- |
|     | 152.    | Népszálló          | 1910–1912    | Schodits Lajos és Eberling Béla | Épült Bárczy István kislakás- és iskolaépítési programja keretében. |                                     |
|     | 154.    | H2Offices Irodaház | 2010-es évek | tervező nem ismert              | A Vízművek épületének helyére épült.                                |                                     |

## Elpusztult épületek
A Dózsa György út mellett helyezkedett el a Városligeti Színház épülete (Vágó József és Vágó László, 1908 – elbontva: 1952), a Regnum Marianum templom (Kotsis Iván, 1931 – elbontva: 1951), a Volga Szálló (1971 – elbontva: 2012), és a Fővárosi Vízművek Irodaháza (1979–1981 – elbontva: 2019) is.

## Egyéb
Budapest Posta 1. a Verseny u. 3. számon szerepel, de részben már a Dózsa György út mellett fekszik.